# Coppa del Mondo giovani di slittino 2011
La Coppa del Mondo giovani di slittino 2010/2011 fu la quattordicesima edizione del circuito mondiale dello slittino relativo alla categoria giovani, manifestazione organizzata annualmente dalla FIL; iniziò il 16 dicembre 2010 a Sigulda in Lettonia e si concluse il 29 gennaio 2011 ad Innsbruck in Austria e si svolse in contemporanea alla medesima competizione riservata agli juniores. Si disputarono quindici gare: oltre alle cinque prove nel singolo donne ed alle cinque nel singolo uomini ci furono anche le cinque nel doppio -disciplina quest'ultima che fece il suo esordio nel circuito giovanile- in quattro differenti località; per stilare la graduatoria finale venne scartato il peggior risultato di coloro che disputarono tutte le tappe.
Le coppe di cristallo, trofeo conferito ai vincitori del circuito, furono assegnate alla statunitense Summer Britcher per quanto concerne il singolo donne -che bissò il successo della stagione precedente-, al lettone Riks Kristens Rozītis nel singolo uomini ed alla coppia russa formata da Rostislav Bednov e Roman Osipenko nel doppio.

## Calendario
| Tappa  | Località             | Pista                           | Data                | Singolo | Singolo | Doppio |
| Tappa  | Località             | Pista                           | Data                | Donne   | Uomini  | Doppio |
| ------ | -------------------- | ------------------------------- | ------------------- | ------- | ------- | ------ |
| 1      | Sigulda              | Pista di Sigulda                | 16 dicembre 2010    | ●       | ●       | ●      |
| 2      | Sigulda              | Pista di Sigulda                | 17–18 dicembre 2010 | ●       | ●       | ●      |
| 3      | Altenberg            | Eiskanal Altenberg              | 14–15 gennaio 2011  | ●       | ●       | ●      |
| 4      | Schönau am Königssee | Eisarena Königssee              | 21–22 gennaio 2011  | ●       | ●       | ●      |
| 5      | Innsbruck            | Olympia Eiskanal Innsbruck-Igls | 29 gennaio 2011     | ●       | ●       | ●      |
| Totale | Totale               | Totale                          | Totale              | 5       | 5       | 5      |

## Risultati

### Singolo donne
| Data             | Località             | Nazione  | Prima classificata          | Seconda classificata   | Terza classificata         | RU    |
| ---------------- | -------------------- | -------- | --------------------------- | ---------------------- | -------------------------- | ----- |
| 16 dicembre 2010 | Sigulda              | Lettonia | Maria Messner Italia        | Ulla Zirne Lettonia    | Elena Micheler Austria     | [ 4 ] |
| 17 dicembre 2010 | Sigulda              | Lettonia | Katrin Ibele Austria        | Ulla Zirne Lettonia    | Viktorija Demčenko Russia  | [ 5 ] |
| 14 gennaio 2011  | Altenberg            | Germania | Summer Britcher Stati Uniti | Saskia Langer Germania | Johanna Hodermann Germania | [ 6 ] |
| 22 gennaio 2011  | Schönau am Königssee | Germania | Johanna Hodermann Germania  | Saskia Langer Germania | Julia Taubitz Germania     | [ 7 ] |
| 29 gennaio 2011  | Innsbruck            | Austria  | Summer Britcher Stati Uniti | Nina Prock Austria     | Julia Taubitz Germania     | [ 8 ] |

### Singolo uomini
| Data             | Località             | Nazione  | Primo classificato             | Secondo classificato     | Terzo classificato          | RU     |
| ---------------- | -------------------- | -------- | ------------------------------ | ------------------------ | --------------------------- | ------ |
| 16 dicembre 2010 | Sigulda              | Lettonia | Riks Kristens Rozītis Lettonia | Thomas Steu Austria      | Lorenz Koller Austria       | [ 9 ]  |
| 18 dicembre 2010 | Sigulda              | Lettonia | Riks Kristens Rozītis Lettonia | Lorenz Koller Austria    | David Gleirscher Austria    | [ 10 ] |
| 15 gennaio 2011  | Altenberg            | Germania | Toni Gräfe Germania            | Tobias Deinert Germania  | Aleksandr Gorbacevič Russia | [ 11 ] |
| 21 gennaio 2011  | Schönau am Königssee | Germania | Toni Gräfe Germania            | Christian Paffe Germania | Thomas Steu Austria         | [ 12 ] |
| 29 gennaio 2011  | Innsbruck            | Austria  | Toni Gräfe Germania            | Christian Paffe Germania | Tobias Deinert Germania     | [ 13 ] |

### Doppio
| Data             | Località             | Nazione  | Primi classificati                     | Secondi classificati                     | Terzi classificati                         | RU     |
| ---------------- | -------------------- | -------- | -------------------------------------- | ---------------------------------------- | ------------------------------------------ | ------ |
| 16 dicembre 2010 | Sigulda              | Lettonia | Rostislav Bednov Roman Osipenko Russia | Jurij Kalinin Sergej Beljaev Russia      | Danila Soveljev Vjačeslav Podprugin Russia | [ 14 ] |
| 17 dicembre 2010 | Sigulda              | Lettonia | Jurij Kalinin Sergej Beljaev Russia    | Rostislav Bednov Roman Osipenko Russia   | Danila Soveljev Vjačeslav Podprugin Russia | [ 15 ] |
| 14 gennaio 2011  | Altenberg            | Germania | Steve Cibelius Andreas Wolf Germania   | Rostislav Bednov Roman Osipenko Russia   | Jozef Čikovský Patrik Tomaško Slovacchia   | [ 16 ] |
| 22 gennaio 2011  | Schönau am Königssee | Germania | Steve Cibelius Andreas Wolf Germania   | Jozef Čikovský Patrik Tomaško Slovacchia | Rostislav Bednov Roman Osipenko Russia     | [ 17 ] |
| 29 gennaio 2011  | Innsbruck            | Austria  | Steve Cibelius Andreas Wolf Germania   | Jurij Kalinin Sergej Beljaev Russia      | Tyler Andersen Patrick Edmunds Stati Uniti | [ 18 ] |

## Classifiche

### Singolo donne
| Pos. | Nome                   | Nazione     | Risultati ottenuti | Risultati ottenuti | Risultati ottenuti | Risultati ottenuti | Risultati ottenuti | Punti totali |
| Pos. | Nome                   | Nazione     | SIG-1              | SIG-2              | ALT                | KÖN                | INN                | Punti totali |
| ---- | ---------------------- | ----------- | ------------------ | ------------------ | ------------------ | ------------------ | ------------------ | ------------ |
| 1    | Summer Britcher        | Stati Uniti | 5                  | 14                 | 1                  | 4                  | 1                  | 315          |
| 2    | Ulla Zirne             | Lettonia    | 2                  | 2                  | 4                  | 13                 | 5                  | 285          |
| 3    | Katrin Ibele           | Austria     | 4                  | 1                  | –                  | 6                  | 6                  | 260          |
| 4    | Saskia Langer          | Germania    | –                  | –                  | 2                  | 2                  | 4                  | 230          |
| 5    | Johanna Hodermann      | Germania    | –                  | –                  | 3                  | 1                  | 9                  | 209          |
| 6    | Nina Prock             | Austria     | 8                  | 24                 | 5                  | DNF                | 2                  | 199          |
| 7    | Maria Messner          | Italia      | 1                  | 4                  | –                  | 26                 | –                  | 175          |
| 8    | Ieva Gudramoviča       | Lettonia    | 6                  | 6                  | 20                 | 9                  | 19                 | 161          |
| 9    | Tat'jana Nepomnjaščaja | Russia      | 11                 | 17                 | 6                  | 7                  | 13                 | 160          |
| 10   | Sandra Robatscher      | Italia      | 9                  | 22                 | 18                 | 8                  | 7                  | 150          |

### Singolo uomini
| Pos. | Nome                  | Nazione  | Risultati ottenuti | Risultati ottenuti | Risultati ottenuti | Risultati ottenuti | Risultati ottenuti | Punti totali |
| Pos. | Nome                  | Nazione  | SIG-1              | SIG-2              | ALT                | KÖN                | INN                | Punti totali |
| ---- | --------------------- | -------- | ------------------ | ------------------ | ------------------ | ------------------ | ------------------ | ------------ |
| 1    | Riks Kristens Rozītis | Lettonia | 1                  | 1                  | 4                  | 6                  | 5                  | 315          |
| 2    | Toni Gräfe            | Germania | –                  | –                  | 1                  | 1                  | 1                  | 300          |
| 3    | Thomas Steu           | Austria  | 2                  | 4                  | 6                  | 3                  | –                  | 265          |
| 4    | Christian Paffe       | Germania | –                  | –                  | 5                  | 2                  | 2                  | 225          |
| 5    | Aleksandr Gorbacevič  | Russia   | 5                  | 6                  | 3                  | 8                  | 17                 | 217          |
| 6    | Maksim Aravin         | Russia   | 6                  | 8                  | 8                  | 10                 | 4                  | 194          |
| 6    | Lorenz Koller         | Austria  | 3                  | 2                  | 9                  | –                  | –                  | 194          |
| 8    | Aleksandr Stepičev    | Russia   | 4                  | 5                  | 15                 | 9                  | 10                 | 190          |
| 9    | Tobias Deinert        | Germania | –                  | –                  | 2                  | 14                 | 3                  | 183          |
| 10   | Michael Mayer         | Austria  | 29                 | 14                 | 7                  | 5                  | 7                  | 175          |

### Doppio
| Pos. | Nome                                | Nazione    | Risultati ottenuti | Risultati ottenuti | Risultati ottenuti | Risultati ottenuti | Risultati ottenuti | Punti totali |
| Pos. | Nome                                | Nazione    | SIG-1              | SIG-2              | ALT                | KÖN                | INN                | Punti totali |
| ---- | ----------------------------------- | ---------- | ------------------ | ------------------ | ------------------ | ------------------ | ------------------ | ------------ |
| 1    | Rostislav Bednov Roman Osipenko     | Russia     | 1                  | 2                  | 2                  | 3                  | 6                  | 340          |
| 2    | Jurij Kalinin Sergej Beljaev        | Russia     | 2                  | 1                  | 4                  | 8                  | 2                  | 330          |
| 3    | Steve Cibelius Andreas Wolf         | Germania   | –                  | –                  | 1                  | 1                  | 1                  | 300          |
| 4    | Kristens Putins Imants Marcinkēvičs | Lettonia   | 4                  | 5                  | 5                  | 6                  | 5                  | 225          |
| 5    | Jozef Čikovský Patrik Tomaško       | Slovacchia | –                  | –                  | 3                  | 2                  | 4                  | 215          |
| 6    | Volodymyr Bur'ij Anatolij Lehedza   | Ucraina    | 6                  | 8                  | 8                  | 5                  | 9                  | 189          |
| 7    | Anton Dukač Pavlo Ternovyj          | Ucraina    | 7                  | 9                  | 9                  | 7                  | 10                 | 170          |
| 8    | Patryk Ziarno Kamil Gumulak         | Polonia    | 8                  | 7                  | 7                  | –                  | 11                 | 168          |
| 9    | Cosmin Atodiresei Ștefan Musei      | Romania    | –                  | –                  | 6                  | 4                  | 8                  | 152          |
| 10   | Danila Soveljev Vjačeslav Podprugin | Russia     | 3                  | 3                  | –                  | –                  | –                  | 140          |